# Egeskov Mølle
Egeskov Mølle ligger i Kværndrup syd for Ringe på Fyn. Møllen blev opført i 1848-1855 og fungerede frem til 1949. Den ejes i dag af Svendborg Museum. Det er en hollandsk vindmølle med galleri, bestående af en undermølle i mursten og en ottekantet overmølle af træ dækket med egespån. hatten er løgformet og beklædt med pap.Vingerne er udstyret med klapper og møllen krøjer med vindrose.

## De første 100 år
Den nuværende Egeskov Mølle blev opført i perioden 1848-55, dog har der været drevet mølleri på stedet i over 500 år. Møllen hørte under Egeskov Slot frem til 1926, hvor den blev solgt til mølleejer Chr. Jensen og senere overtaget af Sydfyns Korn og Foderstofforretning i Stenstrup. 
Mølleriet blev standset i 1949. Sydfyns Korn og Foderstofforretning besluttede at skænke møllen som gave til eventuelle interesserede, dog måtte der ikke drives mølleri på stedet. Kværndrup Kommune takkede ja. Ifølge vedtægterne skulle kommunen bevare ejendomsretten til selve møllen, og den til enhver tid værende ejer var pligtig til at give offentligheden adgang til møllen.

## Tikrone møllen
I 1950 stiftede lokale beboere Hjemstavnsforeningen for Kværndrup og Omegn, og det blev vedtaget at overdrage Egeskov Mølle til foreningen. De skulle skaffe økonomisk grundlag for møllens bevarelse samt skabe interesse for møllen.
Der kom hjælp fra en uventet kant. Egeskov Mølle blev landskendt da tegneren Ib Andersen i 1952 benyttede den som motiv på de dengang nye tikronesedler. Derved opstod navnet Tikrone møllen, som stedet nu også blev kaldt.

## Restaurering
Under en kraftig storm den 21. januar 1956 blæste møllens hat og vinger ned og blev knust. Fra 1958 til 1960 gennemgik møllen en omfattende restaurering, og møllehat- og vinger fra Højlundsmøllen i Gudbjerg blev opsat som erstatningsdele for dem, der blev smadret under stormen. Som led i processen blev møllen i 1959 også fredet.
I 1968 blev Egeskov Mølle overtaget af selskabet Danske Møllers Venner, og i 1985 overtog Ryslinge Kommune møllen. I perioden op til kommunens overtagelse gennemgik den gamle mølle endnu en omfattende restaurering. 
I slutningen af 1990´erne konstaterede man råd i hele møllens bærende konstruktion; en skade, som krævede demontering af møllen helt ned til omgangen. Et udvalg blev nedsat af Ryslinge Kommune til at styre renoveringsprojektet og ikke mindst finde de ca. 5 mill. kr., som arbejdet ville koste. Den 14. maj 2005 kunne Egeskov Mølle endelig åbne igen efter en gennemgribende og problemfyldt renovering.

## Svendborg Museum rykker ind
I efteråret 2005 blev Egeskov Møllelaug etableret og påtog sig opgaven at bevare møllen. Svendborg Museum overtog i 2006 ejerskabet af møllen for en købssum på 1 kr.